# 洪熙官
洪熙官是清代乾隆年間廣東及福建一帶的民間英雄人物。相傳洪熙官早年是茶商，籍贯廣東省花縣（現廣州市花都區），因避禍逃到福建投靠南少林寺，在寺中習武，成為當時少林俗家弟子之一。在少林寺期間，洪熙官認識三德和尚、方世玉、胡惠乾、童千斤等人而成為好友。相傳洪熙官是洪拳（又稱洪家拳）的始創人，其子洪文定及传人陸阿采都是當代著名的洪拳高手。在2013年，經過廣東省武術協會洪拳專業委員會副主任周至譓與廣州電視臺《洪拳大名堂》紀錄片的相關人員的查訪，在中山市小欖鎮崗頭村飛駝嶺找到洪熙官墓地，証明洪熙官的存在。

## 萬年青（清末小說）
清末一本流行於廣州佛山一帶的有關少林派人物的故事，民國初年後，改稱「乾隆遊江南」。此書創造了少林五老。此後南拳洪拳拳派多尊至善為初祖。
其中一些內容是根據當地傳說而寫成，書中有清廷聯同五枚師太及白眉道人圍攻少林寺之描述，引致後來之同類小說(或續篇)有火燒少林寺之故事。火燒少林寺之故事可能根源自1854年李文茂起義後，清廷火燒佛山瓊花會館之事件。
小說人物還有乾隆皇義子「周日清」。

## 扮演洪熙官的影視作品
| 首播/首映年份 | 影視作品               | 類型   | 飾演洪熙官的演員 | 播映電視台/製作單位    |
| ------------- | ---------------------- | ------ | ---------------- | ---------------------- |
| 1974年        | 方世玉與洪熙官         | 電影   | 陳觀泰           | 邵氏兄弟(香港)有限公司 |
| 1974年        | 少林子弟               | 電影   | 陳觀泰           | 邵氏兄弟(香港)有限公司 |
| 1977年        | 洪熙官                 | 電影   | 陳觀泰           | 邵氏兄弟(香港)有限公司 |
| 1976年        | 廣東好漢               | 電視劇 | 白彪             | 佳藝電視               |
| 1978年        | 少林三十六房           | 電影   | 于洋             | 邵氏兄弟(香港)有限公司 |
| 1981年        | 英雄出少年             | 電视剧 | 石修             | 无线电视               |
| 1986年        | 洪熙官                 | 電视剧 | 惠天賜           | 无线电视               |
| 1986年        | 少林五壯士             | 電视剧 | 楊嘉諾           | 亞洲電視               |
| 1994年        | 洪熙官之少林五祖       | 電影   | 李連杰           | 新峰影業有限公司       |
| 1994年        | 洪熙官                 | 電視劇 | 甄子丹           | 亞洲電視               |
| 1994年        | 少林英雄之方世玉洪熙官 | 電影   | 林正英           |                        |
| 1999年        | 少年英雄方世玉         | 電視劇 | 樊少皇           | 飞腾电影事业有限公司   |

## 外部連結
- 洪熙官葬于中山小榄飞驼岭
- 广州旧事：洪熙官隐身大佛寺之谜
- 洪拳歷由簡介